# Hardwick Hall

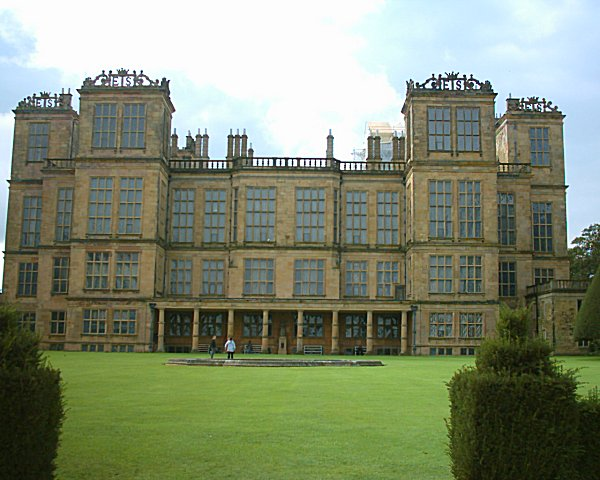
Fachada do Hardwick Hall.

Hardwick Hall é um palácio rural inglês, situado em Doe Lea, Chesterfield, Derbyshire. É um dos mais importantes exemplos de solares rurais, da Arquitectura Isabelina. Em comum com outros trabalhos do arquitecto Robert Smythson em Longleat House e Wollaton Hall, Hardwick Hall é um dos primeiros exemplos da interpretação inglesa do estilo arquitectónico Renascentista.
A casa foi desenhada para Bess de Hardwick, antepassada dos Duques de Devonshire, por Robert Smythson, nos finais do século XVI e permaneceu naquela família  até que foi confiscada pelo HM Treasury (Ministério das Finanças) em lugar do imposto sucessório, em 1956. O Tesouro transferiu o palácio para o National Trust for Places of Historic Interest or Natural Beauty (Instituto Nacional de Locais de Interesse Histórico ou de Beleza Natural), em 1959. Como era uma residência secundária dos Duques de Devonshire, cuja casa principal era a vizinha Chatsworth House, foi pouco alterada ao longo dos séculos e, de facto, desde o início do século XIX, a sua atmosfera antiga era conscientemente preservada.

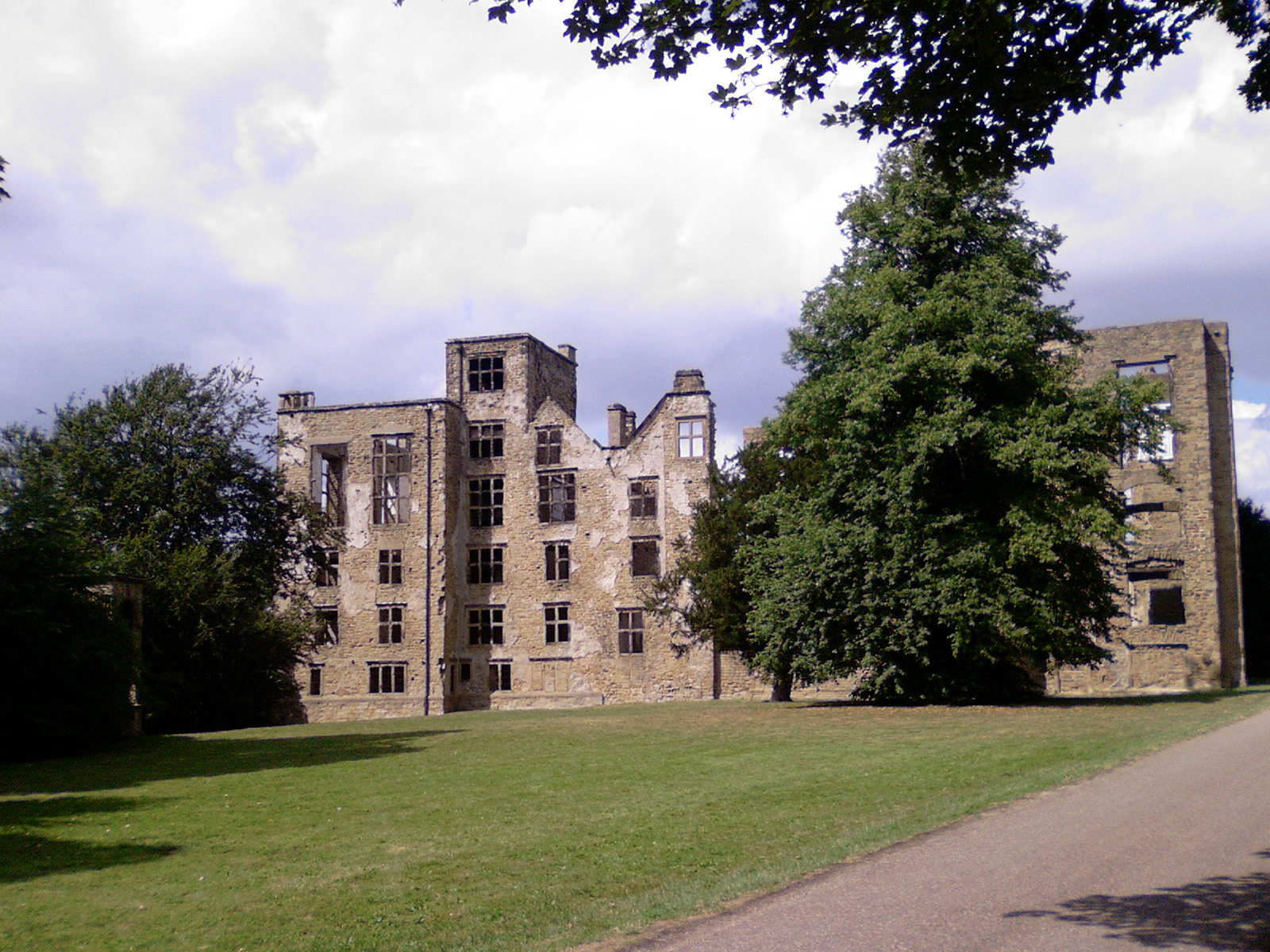
Hardwick Old Hall.

Hardwick foi uma evidente demonstração do poder e riqueza de Bess of Hardwick, que era a mulher mais rica da Inglaterra, depois da própria Rainha Isabel I. Foi uma das primeiras casas inglesas onde o grande hall foi construído num eixo de simetria pelo centro da casa, exactamente em anglo recto com a entrada. Cada um dos três andares principais é mais alto que o anterior, e uma grande e curva escadaria em pedra conduz a uma suite de state rooms no segundo piso, o qual inclui uma das mais longas galerias dos palácio ingleses, e a um ligeiramente alterado great chamber. Existe uma vasta colecção de tapeçarias e mobílias do século XVI e século XVII. As janelas são excepcionalmente largas e numerosas para o século XVI e davam um poderoso sinal de abundância numa época em que o vidro era um luxo: dizia-se "Hardwick Hall, mais vidro que parede".
Hardwick encontra-se, actualmente, aberto ao público. Tem um refinado jardim, e o parque ainda contém o Hardwick Old Hall, uma casa um pouco mais antiga, que foi usada para acomodar hóspedes e áreas de serviço depois que o novo palácio foi construído. O Old Hall está,  actualmente, em ruínas. É administrado pelo English Heritage em nome do National Trust for Places of Historic Interest or Natural Beauty e está igualmente aberto ao público.